# Naja melanoleuca
Naja melanoleuca és una espècie de serp del gènere Naja, de la família Elapidae que habita a Angola, Benín, Burkina Faso, Burundi, Camerun, República Centreafricana, el Txad, República Democràtica del Congo, República del Congo, Etiòpia, el Gabon, Ghana, Gàmbia, Guinea, Guinea Bissau, Costa d'Ivori, Kenya, Libèria, Malawi, Mali, Moçambic, Níger, Nigèria, Ruanda, São Tomé i Príncipe, Senegal, Sierra Leone, Somàlia, Sud-àfrica, el Sudan, Tanzània, Togo, Uganda, Zàmbia, Zimbàbue. La serp va ser descrita per primera vegada per l'herpetòleg nord-americà Edward Hallowell l'any 1857. Es tracta d'una espècie de serp verinosa i de comportament agressiu que habita en la sabana i en zones boscoses de l'Àfrica subsahariana. Pot arribar a mesurar com a màxim de 2 a 2,20 metres i s'alimenta de gripaus, granotes, serps, peixos i petits mamífers.